# Agente eritropoyético

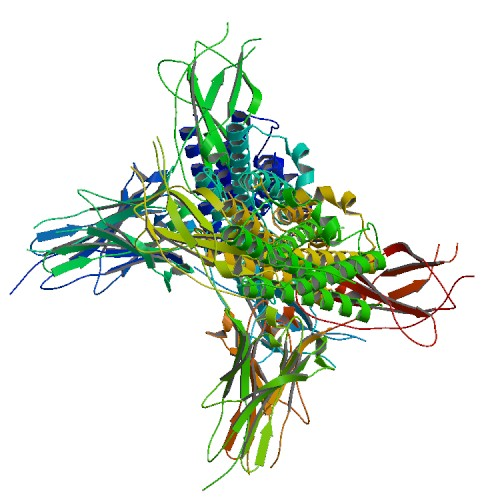
Filgrastim, agente empleado para aumentar el número de células madre eritropoyéticas en la sangre.

Los agentes eritropoyéticos (o hematopoyéticos) difieren de otras drogas en que no son productos químicos aislados de plantas o sintetizados en un laboratorio. Son glucoproteínas producidas por células de mamíferos cultivadas, en las que se ha introducido el gen de la eritropoyetina, del factor estimulante de colonias de granulocitos (G-CSF) o del factor estimulante de colonias de granulocitos y macrófagos (GM-CSF).
Mediante un proceso en múltiples pasos, se purificó el factor estimulante de colonias de macrófagos (M-CSF) y se identificó el gen correspondiente. Se purificó una actividad que estimulaba la producción tanto de granulocitos como de monocitos a partir de un medio condicionado con pulmón murino, que condujo a la clonación de su cDNA. Este factor de crecimiento hematopoyético está codificado por un gen único que especifica un ARN mensajero de 1200 nucleótidos y un polipéptido de 118 aminoácidos. Así mismo se promovió una actividad que estimuló la producción exclusiva de neutrófilos y permitió clonar el G-CSF. Posteriormente, se purificó y clonó un factor estimulante de colonias de megacariocitos denominado trombopoyetina.
Debido a que son idénticos o casi idénticos a los agentes hematopoyéticos endógenos, hay relativamente pocos efectos secundarios.

## Agentes
Se han aislado, purificado y clonado: G-CSF y de cGM-CSF, la interleucina 3, la eritropoyetina y la trombopoyetina. Se utilizan el rhG-CSF (filgrastim, obtenido de Escherichia coli, lenograstim y pegfilgrastim), el rhGM-CSF (molgramostim o sargramostim, obtenido de levaduras), la rh-eritropoyetina o epoetina, obtenida de células ováricas de hámster, y el agonista del receptor trombopoyetínico eltrombopag.
Estos agentes son extremadamente caros de desarrollar y producir. Sin embargo, la inversión ha llevado a nuevas e interesantes intervenciones terapéuticas, que fueron imposibles con las técnicas convencionales de desarrollo de fármacos. La tecnología de ADN recombinante se está aplicando ahora a numerosos problemas médicos, particularmente los debidos a la escasez de una sustancia endógena (por ejemplo, insulina en la diabetes mellitus).
Los ensayos de terapia génica están actualmente en curso. La terapia génica implica la introducción de genes en pacientes para codificar las enzimas faltantes o proteínas terapéuticas. Los agentes a continuación reducen la necesidad de transfusiones de sangre en pacientes con anemia crónica, reducen la incidencia de infecciones potencialmente mortales en pacientes con bajos recuentos de neutrófilos y mejoran el éxito del trasplante de médula ósea autóloga en pacientes con cáncer.